# Koželj
Koželj (cyr. Кожељ) – wieś w Serbii, w okręgu zajeczarskim, w gminie Knjaževac. W 2011 roku liczyła 96 mieszkańców.